# سیارک ۱۱۸۷۱
سیارک ۱۱۸۷۱ (به انگلیسی: 11871 Norge، نامگذاری:1989TP7) یازده هزار و هشتصد و هفتادمین سیارک کشف شده‌است که در ۷ اکتبر ۱۹۸۹ کشف شد.
قدر مطلق سیارک برابر ۱۵٫۲۰ است.